# Yobe

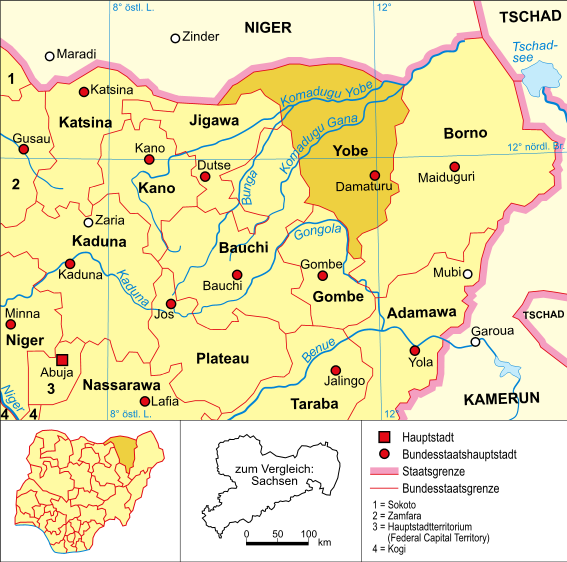
Lage von Yobe in Nigeria

Yobe ist ein Bundesstaat des westafrikanischen Landes Nigeria mit der Hauptstadt Damaturu, die mit 255.913 Einwohnern (2005) auch die größte Stadt des Bundesstaates ist.

## Geografie
Der Bundesstaat liegt im Nordosten des Landes und grenzt im Norden an die Republik Niger, im Süden an den Bundesstaat Gombe, im Nordwesten an den Bundesstaat Jigawa, im Südwesten an den Bundesstaat Bauchi und im Osten an den Bundesstaat Borno. Der Bundesstaat Yobe liegt wie der Bundesstaat Borno im nigerianischen Teil des Tschadbeckens.
Die wichtigsten Flüsse sind der Hadejia und der Jama’are, beide bewässern die Hadejia-Nguru-Feuchtgebiete und in der Nähe der Ortschaft Gashua vereinen sich die beiden, dieser Fluss wird dann der Komadugu Yobe genannt. Ein nördlich fließender Abzweig des Hadeija, der Marma-Kanal, fließt in den 37 km² großen Nguru-See. Das Bade-Nguru-Feuchtgebiet und das Bulatura-Gebiet sind nationale Naturschutzgebiete und Teil des Nationalparks Tschadbecken.

## Geschichte
Der Bundesstaat wurde am 27. August 1991 aus einem Teil des Bundesstaates Borno gebildet. 
Erster Administrator war zwischen 28. August 1991 und Januar 1992 Sanni Daura Ahmed. Gegenwärtiger Gouverneur ist seit 29. Mai 1999 Bukar Ibrahim.

## Bevölkerung
Die größte ethnische Gruppe, welche im Bundesstaat Yobe lebt, sind die Fulani. Daneben leben in Yobe unter anderem die Kanuri, Kare-Kare, Bolewa, Ngizim, Bade, Hausa, Ngamo and Shuwa.
Der Islam ist die mit Abstand größte Religion der Provinz. Yobe hat zur Jahrtausendwende das islamische Recht, die Scharia, eingeführt.

## Gouverneure und Administratoren
- Sanni Daura Ahmed (Administrator 1991–1992)
- Bukar Abba Ibrahim (Gouverneur 1992–1993)
- Dabo Aliyu (Administrator 1993–1996)
- John Kamio (Administrator 1996–1998)
- Musa Mohammed (Administrator 1998–1999)

## Verwaltung
Der Staat gliedert sich in 17 Local Government Areas. Diese sind: Barde, Bosari, Damaturu, Fika, Fune, Geidam, Gujba, Gulani, Jakusko, Karasuwa, Machina, Nangere, Nguru, Potiskum, Tarmua, Yunusari und Yusufari.

## Wirtschaft
Die Landwirtschaft und die Fischerei sind die wichtigsten Wirtschaftszweige in Yobe. Die Viehmärkte des Staates gehören zu den größten in Westafrika. Die klimatischen und ökologischen Verhältnisse erlauben den Anbau von Kautschuk, Erdnüssen, Bohnen, Baumwolle und anderem. An Bodenschätzen sind Gips, Kaolin und Quarz vorhanden.

## Dörfer und Städte
- Damaturu
- Gadaka